# Katie Sarife

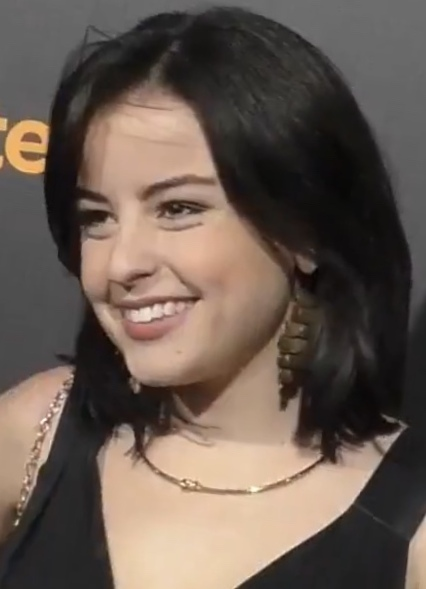
Katie Sarife (2016)

Katherine Gabriela Sarife (* 1. Juli 1993 in Dallas, Texas) ist eine US-amerikanische Schauspielerin.

## Leben
Sarife wurde am 1. Juli 1993 in Dallas als Tochter von Fernando Sarife und Shelly Miller Sarife geboren. Sie hat mindestens drei Geschwister. Sie debütierte 2011 im Fernsehfilm Teen Spirit als Schauspielerin. 2014 wirkte sie in einer Episode der Fernsehserie Supernatural mit. Eine erste Hauptrolle erhielt sie 2015 im Fernsehfilm Die Cleveland-Entführung. 
2018 spielte sie in der Miniserie Youth & Consequences in insgesamt acht Episoden die Rolle der Sarah Hurley. 2019 verkörperte sie die Hauptrolle der Daniela Rios im Horrorfilm Annabelle 3. 2020 wirkte sie im Musikvideo zum Lied Wonder des Sängers Spencer Sutherland mit.

## Filmografie (Auswahl)
- 2011: Teen Spirit (Fernsehfilm)
- 2012: Wege einer Freundschaft (Abel’s Field)
- 2012: Sketchy (Fernsehserie, Episode 2x08)
- 2012: Zombies and Cheerleaders (Fernsehfilm)
- 2014: Supernatural (Fernsehserie, Episode 10x05)
- 2015: Die Cleveland-Entführung (Cleveland Abduction, Fernsehfilm)
- 2016: Das Leben und Riley (Girl Meets World, Fernsehserie, 2 Episoden)
- 2016: Dark Pledge (Fernsehfilm)
- 2018: Youth & Consequences (Miniserie, 8 Episoden)
- 2019: Annabelle 3 (Annabelle Comes Home)
- 2021: This Is Us – Das ist Leben (This Is Us, Fernsehserie, Episode 5x08)
- 2022: So Cold the River
- 2022–2023: The Rookie: Feds (Fernsehserie, 2 Episoden)
- 2023: The Nana Project